# Brico Io
Brico Io è una catena di negozi di fai da te italiana gestita da Brico io S.p.A., società di Coop Lombardia.
Marketing Trend S.p.A., oggi Brico io S.p.A. nasce nel 1986 da un'idea di un gruppo di imprenditori esperti di grande distribuzione.
Il primo punto vendita è aperto nel 1988. Nel 1989, Coop Lombardia entra nel capitale sociale e ne assume il controllo.

## Negozi diretti e affiliati
Sono definiti "diretti" i negozi aperti direttamente da Brico io S.p.A.; sono definiti "affiliati" i negozi aperti in franchising.

## Punti vendita
Il marchio "Brico io" è presente sul territorio italiano con oltre 100 punti vendita a gestione diretta e in affiliazione.
I negozi si sviluppano su superfici tra 1500 e 3000 m². Sono presenti tra i 25000 e i 30000 prodotti coprendo tutti i segmenti del bricolage: hobby, piccola edilizia, manutenzione e decorazione della casa e del giardino.
Di seguito la presenza sul territorio nazionale:
| Regione               | Negozi |
| --------------------- | ------ |
| Abruzzo               | 4      |
| Basilicata            | 1      |
| Campania              | 1      |
| Emilia-Romagna        | 7      |
| Friuli-Venezia Giulia | 2      |
| Lazio                 | 1      |
| Liguria               | 4      |
| Lombardia             | 19     |
| Marche                | 7      |
| Piemonte              | 2      |
| Puglia                | 1      |
| Toscana               | 17     |
| Umbria                | 2      |
| Veneto                | 11     |